# Coreana flamen
Coreana flamen är en fjärilsart som beskrevs av John Henry Leech 1887. Coreana flamen ingår i släktet Coreana och familjen juvelvingar. Inga underarter finns listade i Catalogue of Life.